# The LeeVees
The Leevees est un groupe de rock américain.

## Membres du groupe
- Adam LeeVee (Adam Gardner)—Voix, Guitare
- David LeeVee (Dave Schneider)—Voix, Guitare
- Michael LeeVee (Michael Azerrad)— Batterie
- Shawn LeeVee (Shawn Fogel)—Basse
- Shank Bone Mystic (Daniel Saks)—Claviers, Banjo

## Discographie
- Hanukkah Rocks (Reprise/Warner Bros. Records, 2005)